# Circuito cittadino di Pechino
Il circuito cittadino di Pechino è un circuito cittadino situato nella città di Pechino, in Cina. È stato utilizzato dalle monoposto di Formula E a partire dalla prima stagione della categoria per l'E-Prix di Pechino, per un totale di due edizioni.

## Tracciato
Il tracciato si compone di 20 curve per un totale di 3.400 metri, ed è situato in prossimità dello stadio olimpico di Pechino. Il tracciato, gira attorno al villaggio olimpico, con l'utilizzo di svariate chicane.

## Modifiche
Per la seconda edizione il circuito è stato leggermente modificato, rimuovendo la prima chicane e ridisegnando la seconda, cercando di favorire le possibilità di sorpasso.